# 안동호
안동호(安東湖)는 안동댐 건설로 생긴 인공 호수로 소양호에 이어 우리나라에서 두 번째로 규모가 크다. 조선시대에 낙동강은 하류의 배가 안동까지 드나들 정도로 물이 깊고 맑아 관개 및 교통에도 큰 몫을 하였으나 광복 후부터는 해마다 홍수의 범람으로 많은 피해를 겪었다. 이에 4대강 유역 종합개발계획의 일환으로 1971년 안동댐 공사에 착공하여 1976년 10월 28일 준공함으로써 안동호가 탄생하게 되었다.
높이 83m, 길이 612m, 폭 360m, 총 저수량 12억 5,000만㎥, 홍수조절 용량 1억 1,000만㎥, 유역면적 1,584㎢ 등이다. 연 9억 2,600만㎥의 용수를 생산하여 우리나라 전체 사용량의 7.4%에 이르는 수돗물을 구미·대구·창원·울산·부산까지 공급하고, 4만 4,000ha에 달하는 농지에 연간 3억㎥의 농업용수를 조달한다. 수력발전소에서는 연간 1억 5,800만㎾h의 청정 수력에너지를 생산하여 경북 북부 지역에 공급하고 있다.
또한 국내최적의 배스 낚시터로 자리잡고 있다.

## 주변 정보
- 댐을지니 낙동강을 따라  내려가다보면   387m로  국내에서 가장 긴   목책교인   월영교와   월영교  가운데에 월영정(月映亭)이 있다.
- 월영교  낙동강을 따라 내려가다보면  임시정부 초대국무령을 지내고, 신흥무관학교를 세워 무장독립투쟁의 토대를 마련하고 노블레스 오블리주를 몸소 실천한 석주 이상룡 선생의 생가인  임청각이있다.[1]
- 호수 아랫쪽엔 임하댐이있다,  임하댐과는 물을 주고받을 수 있는 수로도 건설되어 있다.